# Thüringer Hochschulgesetz
Das Thüringer Hochschulgesetz (ThürHG) ist ein zur Regelung des Hochschulwesens im Freistaat Thüringen erlassenes Landesgesetz zum Hochschulrecht.

## Geschichte

### Vorläufiges Gesetz von 1991
Die 1990 gewählte Volkskammer der DDR strengte noch im selben Jahr ein eigenes Hochschulrahmengesetz an, welches aufgrund von Zeitdruck nur als Rechtsverordnung erlassen wurde. Dennoch sollte diese, auch nach der Wiedervereinigung, bis 1993 fortgelten. In Thüringen wurden diverse Regelungen dieser Verordnung allerdings als nicht haltbar angesehen. Deshalb kam es 1991 zur Verabschiedung eines vorläufigen Thüringer Hochschulgesetzes, welches bis Ende Wintersemester 1991/1992 Geltung haben und ausreichend Zeit für die Ausarbeitung eines vollwertigen Hochschulgesetzes für Thüringen schaffen sollte. Dieses wurde am 19. April 1991 ohne Gegenstimmen bei elf Enthaltungen angenommen. Es stellte eine modifizierte Version der Hochschulrahmenverordnung dar.

### Thüringer Hochschulgesetz von 1992
Die enge Fristsetzung bedingte bei der Ausarbeitung des Landeshochschulgesetzes Eile. War der Gesetzgebungsprozess bei vorläufigen Hochschulgesetz noch hauptsächlich von einem geschlossenen Willen aller Parteien geprägt, lassen sich im Gesetzgebungsprozess Konsolidierungsentwicklungen in der jungen Demokratie erkennen, nämlich eine Ausdifferenzierung der einzelnen Parteiinteressen. Streitpunkte stellten unter anderem die Beschaffenheit des Konzils der Hochschulen und die Zusammensetzung der Hochschulgremien dar. Schlussendlich wurde das Gesetz am 24. Juni 1992 bei einer Enthaltung vom Thüringer Landtag angenommen.

### Neufassung 2006
Die Neufassung des Gesetzes bewirkte zum einen die Umsetzung des Bologna-Prozesses, zum anderen wurde im Zuge dessen die Hochschulautonomie ausgeweitet, so durch die regelmäßige Genehmigung von Satzungen der Hochschulen durch den Leiter der Hochschule statt der bisherigen Ministeriumsbefassung und mehr Verantwortung auf die Hochschulen übertragen sowie Instrumente zur politischen Steuerung der Hochschulen eingeführt, wie zum Beispiel Ziel- und Leistungsvereinbarungen. Im Rahmen dieser Novelle wurden die Konzile abgeschafft und Hochschulräte eingeführt, in denen insbesondere Hochschulexterne mit über die Geschicke der Hochschulen entscheiden. Zudem wurden zahlreiche Kompetenzen von den Kollegialgremien auf die Hochschulleitungen übertragen und die Vorschriften für die „Selbstverwaltungsgremien unterhalb der zentralen Ebene“ abgeschafft.
Die Hochschulräte des Thüringer Hochschulgesetzes werden seit der Entscheidung des Bundesverfassungsgerichts zur Medizinischen Hochschule Hannover 2014 in der juristischen Literatur für verfassungswidrig erachtet.
Auch die umfassende Erprobungsklausel nach §4 wird landespolitisch kritisiert, da sie es ermöglicht durch Rechtsverordnung von sämtlichen Regelungen des Gesetzes abzuweichen, was als Durchbrechung der Gewaltenteilung und des Demokratieprinzips angesehen werden kann.

### Einführung der Dualen Hochschule 2016
Mit der Auflösung der Staatlichen Studienakademie Thüringen zum 1. September 2016 wurde die Duale Hochschule Gera-Eisenach als Rechtsnachfolgerin in das Gesetz eingepflegt. Sie wurde dabei als Hochschule eigenen Typs konzipiert und in einem eigenen Teil des Gesetzes reguliert.

### Novelle 2018
Der Novelle des Hochschulgesetzes 2018 ging im Frühsommer 2016 eine umfangreiche Phase der Beteiligungen der Hochschulen in einem öffentlichen Dialogprozess mit dem Wissenschaftsminister Wolfgang Tiefensee voraus, der sogenannte Thüringer Hochschuldialog. Das Inkrafttreten der Novelle war zum Frühjahr 2018 geplant, allerdings sollte dies sich bis in den Frühsommer 2018 verschieben. Die zweite Lesung wurde mehrmals vertagt, zuletzt Ende März 2018. Grund für die Novelle waren nicht nur landes- und hochschulpolitische Erwägungen, sondern auch das BVerfG-Urteil zur medizinischen Hochschule Hannover 2014 und des VerfGH Baden-Württemberg zur organisatorischen Garantien der Wissenschaftsfreiheit.
Kernpunkte des Artikelgesetzes sind:
- Veränderungen in Mitbestimmung aller Statusgruppen so beim Einfluss der Studierenden auf das Lehrangebot,
- veränderte Zusammensetzung des Senats, paritätische Vertretung der Statusgruppen („Viertel-“ bzw. „Drittelparität“), wobei in allen Fragen von Forschung und Lehre eine Professorenmehrheit vorgesehen ist, auch wenn das BVerfG dies im Hochschulurteil[10] nur bei „unmittelbarer Betroffenheit“ forderte. Allerdings soll die Lehrbewertung vom paritätisch besetzten Senat verantwortet werden.[11]
- Einführung der Hochschulversammlung als neues Organ zur Wahl des Präsidenten und des Kanzlers sowie für den Struktur- und Entwicklungsplan. Sie entscheidet mit der Mehrheit ihrer Mitglieder und einer Professorenmehrheit („doppelte Mehrheit“).
- Gleichstellung: 40 Prozent-Quotenregelungen für die Besetzung von Gremien und Kommissionen (Berufungskommissionen) mit Frauen und Stärkung der Position und die Rechte der Gleichstellungsbeauftragten
- Schaffung von Diversitätsbeauftragten mit einer den Gleichstellungsbeauftragten ähnlichen Stellung und der Aufgabe der Sicherung der gleichberechtigten Teilhabe aller Mitglieder und Angehörigen einer Hochschule, unabhängig von ethnischer Herkunft, Religion oder Weltanschauung, einer Behinderung, des Alters oder der sexuellen Identität an Forschung und Lehre, Studium und Weiterbildung sowie der Zuständigkeit für behinderte und chronisch kranke Studierende wahrnehmen

Weitere Punkte:
- Einrichtung von Studienkommissionen; in denen Studierenden Mitwirkungs-, Gestaltungs- und Einflussrechte bei allen Lehr-, Prüfungs- und Studienangelegenheiten eingeräumt werden sollen
- Verpflichtung zu Qualifizierungsvereinbarungen mit den befristet Beschäftigten des akademischen Mittelbaus
- Verbesserung der Promotionsmöglichkeiten von Absolventen der Fachhochschulen
- Verpflichtung der Hochschulen Richtlinien für „Gute Arbeit“ zu erlassen, die u. a. Vorgaben zum Verhältnis unbefristeter Funktions- und befristeter Qualifikationsstellen, zur besseren Vereinbarkeit von Familie und Beruf und zum Gesundheitsmanagement enthalten müssen.

Die Verfassungskonformität der Novelle wird immer wieder in Frage gestellt. Im Mai 2019 reichten 32 Thüringer Hochschullehrer um den Erfurter Staatsrechtler Hermann-Josef Blanke (1957–2023) eine Verfassungsbeschwerde gegen das Hochschulgesetz vor dem Bundesverfassungsgericht ein. Im Oktober 2019 legte Blanke zudem ein Gutachten im Auftrag der Thüringer CDU-Fraktion vor, in dem die Ansichten zur Verfassungswidrigkeit des Hochschulgesetzes weiter ausgeführt werden.
Im Rahmen einer abstrakten Normenkontrolle aufgrund eines Antrags der AfD im Thüringer Landtag urteilte im März 2024 vom Thüringer Verfassungsgerichtshof, dass der Antrag der AfD-Fraktion unbegründet sei. Dabei wurde insbesondere die Position und Besetzung des Hochschulrats sowie die Vorgabe behandelt, dass die Gleichstellungsbeauftragte eine Frau ist.

## Inhalt und Reichweite
Die staatlichen Hochschulen, für die dieses Gesetz gilt, werden in § 1 des Gesetzes abschließend aufgezählt, zudem gilt es für staatlich anerkannte, private Hochschulen. Derzeit ist dies die SRH Hochschule für Gesundheit Gera sowie die IU Internationale Hochschule. Die Thüringer Fachhochschule für öffentliche Verwaltung wird abweichend durch das Thüringer Verwaltungsfachhochschulgesetz geregelt, bei der auch das Bildungszentrum der Thüringer Polizei (BZThPol) in Meiningen angegliedert ist. Im Gegensatz zu anderen Bundesländern wie z. B. Sachsen sind die Regelungen zum Studierendenwerk Thüringen in einem eigenen Gesetz formuliert.